# Скът
Скът (в античността на латински Scitus, Сцитус) е река в Северозападна България, Предбалкана и Дунавската равнина, област Враца – общини Враца, Борован, Бяла Слатина и Мизия.Река Огоста се влива в устието на река Скът.Дължината ѝ е 134 km, която ѝ отрежда 18-о място сред реките на България.
Скът е и една от най-опасните реки в България. С тясното си корито и голям водосборен басейн, тя е причина за големи наводнения и десетки смъртни случаи през последните десетилетия.
Най-печалното прииждане на реката е през 2014 г., когато тя буквално удавя град Мизия.

## Географска характеристика

### Извор, течение, устие
Река Скът извира от местността Речка, северно от Маняшки връх (781 m, най-високата точка на планинския рид Веслец), на 556 m н.в. В началото тече на изток, а след село Горно Пещене се насочва на север. Обхожда от запад и север възвишението Борованска могила (420 m) чрез къс пролом, навлиза в Дунавската равнина и продължава на изток, като почти до устието си тече в широка асиметрична долина с по-стръмен десен склон. След село Бъркачево реката завива на север, а след град Бяла Слатина – на северозапад. От село Алтимир Скът продължава в северна посока, като наклонът на реката става много малък, с което се обясняват множеството ѝ меандри. В този участък широчината на реката е от 5 до 10 m, като дъното и е покрито с пясък. По-рано Скът и Огоста са се вливали отделно в Дунав. Заради атомната електроцентрала Козлодуй коритото на Огоста е било пренасочено към коритото на Скът и сега Скът се влива отдясно в река Огоста на 3 км преди устието ѝ в Дунав, на 29 m н.в.

### Водосборен басейн, речен отток, притоци
Площта на водосборния басейн на реката е 1074,1 km2, което представлява 34% от водосборния басейн на река Огоста.
Списък на притоците на река Скът: → ляв приток ← десен приток:
- ← Корене
- ← Речка
- ← Напоя
- ← Енева река
- → Мраморчица
- ← Лалов дол
- ← Каменития дол
- → Бързина 37 km / 244 km2

- ← Сираковска бара

- ← Кнежни дол

### Хидроложки показатели
Средногодишният отток при станция Нивянин е 0,86 m3/s. Максимумът е през пролетта, което се дължи на топенето на снежната покривка и пролетните дъждове. Пълноводието на реката продължава до юни, дължащо се на майско-юнския дъждовен максимум. Данните за вътрешногодишното разпределение на речния отток са за периода 1950/1951 – 1982/1983 г.
| речен отток                     | I    | II    | III   | IV    | V     | VI    | VII  | VIII | IX   | X    | XI   | XII  | средногодишен |
| ------------------------------- | ---- | ----- | ----- | ----- | ----- | ----- | ---- | ---- | ---- | ---- | ---- | ---- | ------------- |
| количество (m3/s)               | 0,72 | 1,31  | 2,02  | 1,36  | 1,51  | 1,07  | 0,38 | 0,24 | 0,35 | 0,40 | 0,31 | 0,70 | 0,86          |
| количество (% от годишния обем) | 6,90 | 12,60 | 19,50 | 13,10 | 14,60 | 10,30 | 3,70 | 2,30 | 3,40 | 3,80 | 3,00 | 6,80 | 100,0         |

Средногодишният отток при град Мизия е доста по-голям и достига до 1,7 m3/s.

## Селища
По течението ѝ са разположени 2 града и 15 села:
- Община Враца – Горно Пещене, Големо Пещене, Мало Пещене и Оходен;
- Община Борован – Нивянин;
- Община Бяла Слатина – Комарево, Бъркачево, Попица, град Бяла Слатина, Търнава, Алтимир и Галиче;
- Община Мизия – Липница, Крушовица, Войводово, град Мизия и Сараево.

## Стопанско значение
Водите на Скът и множеството му малки притоци се използват главно за напояване, като за тази цел в басейна на реката са изградени множество малки микроязовири.
От село Алтимир до устието на реката по долината ѝ, на протежение от 23,8 km преминава второкласен път № 15 от Държавната пътна мрежа Враца – Оряхово.
В участъка от град Бяла Слатина до село Алтимир, покрай левия бряг на реката, на протежение от 13,9 km е прокаран третокласен път № 133 от Държавната пътна мрежа Бяла Слатина – Вълчедръм – Лом.
В участъка от град Бяла Слатина до село Бъркачево, покрай десния бряг на реката, на протежение от 8,6 km е прокаран третокласен път № 134 от Държавната пътна мрежа Бяла Слатина – Габаре – Горна Бешовица.
От Бяла Слатина до устието на реката е преминавало и трасето, което все още съществува на терена на бившата теснолинейна жп линия Червен бряг – Оряхово.

## Други
На Скъта е наречена улица в квартал „Сухата река“ в София (Карта).

## Топографска карта
- Лист от карта K-34-12. Мащаб: 1 : 100 000.
- Лист от карта K-34-24. Мащаб: 1 : 100 000.
- Лист от карта K-34-36. Мащаб: 1 : 100 000.